# Ground Control: Dark Conspiracy
Ground Control: Dark Conspiracy è un'espansione del videogioco di strategia in tempo reale o meglio di tattica in tempo reale Ground Control, con paesaggio e unità 3D, ambientata durante una guerra su pianeti lontani in un immaginario futuro e sviluppata da Massive Entertainment e distribuita nell'anno 2000.
Le maggiori aggiunte sono la nuova fazione Mercenari Fenice e 15 nuove missioni che espandono la storia originale.

## Trama
La campagna inizia qualche mese dopo gli eventi di Ground Control, con la maggiore Sarah Parker e i suoi compagni che trovano un modo per uscire dal pianeta Krig-7b dove sono bloccati. Lottando a fianco dell'Ordine della nuova Alba e dei nuovi arrivati della Corporazione Crayven, si potrà giocare la missione iniziale, dove alla fine si scopre che il Diacono Jared Stone è stato apparentemente ucciso. Sarah vendica la sua morte, ma sente perdere di mano la situazione, giacché il sistema di comunicazione è stato distrutto.
Arriva un aiutante sotto forma di un improbabile incrociatore dell'Ordine che, sbucando all'improvviso dall'iperspazio, distrugge la sua controparte Crayven, per poi inviare sulla superficie del pianeta rinforzi per Sarah. A bordo dell'incrociatore è presente la cardinale Kila Balor che spiega le intenzioni del suo arrivo: vuole che la stessa Sarah la aiuti a combattere e sconfiggere una fazione separata all'Ordine, la Seconda Alba, la quale non riconosce l'autorità della Cardinale come leader dell'Ordine ed è coinvolta in una Cospirazione Oscura; tuttavia, l'Ordine, temendo una guerra civile, non vuole dichiararle immediatamente guerra, ma grazie alle insperate informazioni di Sarah, può rintracciarla senza che il nemico venga a conoscenza dei suoi piani. Sarah accetta e grazie al contratto fonda una nuova fazione, i Mercenari Fenice (Phoenix Mercenaries).
Dopo una campagna di successo su tre diversi pianeti, Sarah e compagni distruggono la Seconda Alba, ma, subito dopo, trova imprigionata Henrica Hayes, in precedenza direttrice delle forze Crayven del pianeta Krig-7b ed una degli antagonisti del gioco originale. Sarah le risparmia la vita, ed Helena in cambio le rivela che il Diacono Stone è ancora vivo, imprigionato sulla luna di Calliope. Sarah e compagni vanno quindi sulla luna per liberarlo, ma come segno di tradimento, la Cardinale Balor interviene nell'invasione per tentare di uccidere l'ostaggio e distruggere le forze di Sarah, accusate di tradimento, e guida lei stessa una spedizione militare contro di loro.
Ha inizio così una battaglia su tre fronti, tra l'Ordine della Nuova Alba, la Corporazione Crayven e i Mercenari Fenice. Sarah riesce a liberare Stone, mentre la stessa Cardinale Balor muore nella disputa mentre combatte direttamente in prima linea sul campo di battaglia.
Nella scena che segue, si scopre che la Cospirazione Oscura di cui la Balor parlava non era altro che una menzogna creata da un certo M, un uomo dai segreti molto profondi, e il gioco termina in un cliffhanger.

## Modalità di gioco
Ci sono 15 missioni per il gioco in singolo e alcuni scenari per il multigiocatore, relative alle fazioni: "Crayven", "Ordine della Nuova Alba" e una terza aggiuntiva rispetto al videogioco iniziale, i Mercenari Fenice; inoltre sono fornite altre unità di tutti i tipi per i tre gruppi e altri terreni ed ambienti.
Si ha poi a disposizione un editor di mappe, che sono poi utilizzabili soltanto per il multigiocatore su LAN o su Internet.